# 荒町 (真岡市)
荒町（あらまち）は栃木県真岡市の地名。現行行政地名は荒町二丁目から荒町四丁目及び大字荒町。郵便番号は321-4305（真岡郵便局管区）。

## 地理
田町・台町と並ぶ真岡市街を構成する3町のうちの一つで、北真岡駅南側に位置する。荒町二丁目・三丁目・四丁目は住居表示実施済みである。真岡市役所・警察署など市の主要施設が集中する市行政の中心地である。現庁舎所在地を含む周辺地域での新庁舎建設が計画されている。

## 歴史

### 沿革
- 1889年（明治22年）4月1日 - 町村制施行により芳賀郡真岡荒町が真岡田町、真岡台町、真岡熊倉町、西郷村、東郷村、中郷村、亀山村、上高間木村、西高間木村、下高間木村と合併し真岡町（初代）が成立。真岡荒町は真岡町荒町となる。
- 1954年（昭和29年）3月31日 - 真岡町・大内村・中村・山前村が新設合併し真岡町（2代）が成立。
- 1954年（昭和29年）10月1日 - 真岡町が市制施行し真岡市となる。真岡町荒町は真岡市荒町となる。
- 1987年（昭和62年）5月27日 - 住居表示により荒町、台町、熊倉町、東郷、中郷の各一部が荒町二-四丁目となる[2]。

### 町名の変遷
| 実施後     | 実施年月日                 | 実施前（それぞれ一部）   |
| ---------- | -------------------------- | ------------------------ |
| 荒町       | 1954年（昭和29年）10月14日 | …                        |
| 荒町二丁目 | 1987年（昭和62年）5月27日  | 荒町、台町、熊倉町、中郷 |
| 荒町三丁目 | 1987年（昭和62年）5月27日  | 荒町、東郷               |
| 荒町四丁目 | 1987年（昭和62年）5月27日  | 荒町、中郷、東郷         |

## 世帯数と人口
2019年（令和元年）7月1日現在の世帯数と人口は以下の通りである。
| 丁目・大字 | 世帯数    | 人口    |
| ---------- | --------- | ------- |
| 荒町二丁目 | 351世帯   | 833人   |
| 荒町三丁目 | 562世帯   | 1,318人 |
| 荒町四丁目 | 468世帯   | 1,044人 |
| 荒町       | 267世帯   | 654人   |
| 計         | 1,648世帯 | 3,849人 |

## 小・中学校の学区
市立小・中学校に通う場合の学区は以下の通りとなる。
| 町丁       | 町丁       | 小学校                                  | 中学校               |
| ---------- | ---------- | --------------------------------------- | -------------------- |
| 荒町       | 荒町       | 真岡市立真岡小学校 真岡市立真岡東小学校 | 真岡市立真岡東中学校 |
| 荒町二丁目 | 荒町二丁目 | 真岡市立真岡小学校                      | 真岡市立真岡東中学校 |
| 荒町三丁目 | 一部       | 真岡市立真岡小学校                      | 真岡市立真岡東中学校 |
| 荒町三丁目 | 一部       | 真岡市立真岡東小学校                    | 真岡市立真岡東中学校 |
| 荒町四丁目 | 荒町四丁目 | 真岡市立真岡東小学校                    | 真岡市立真岡東中学校 |

## 交通

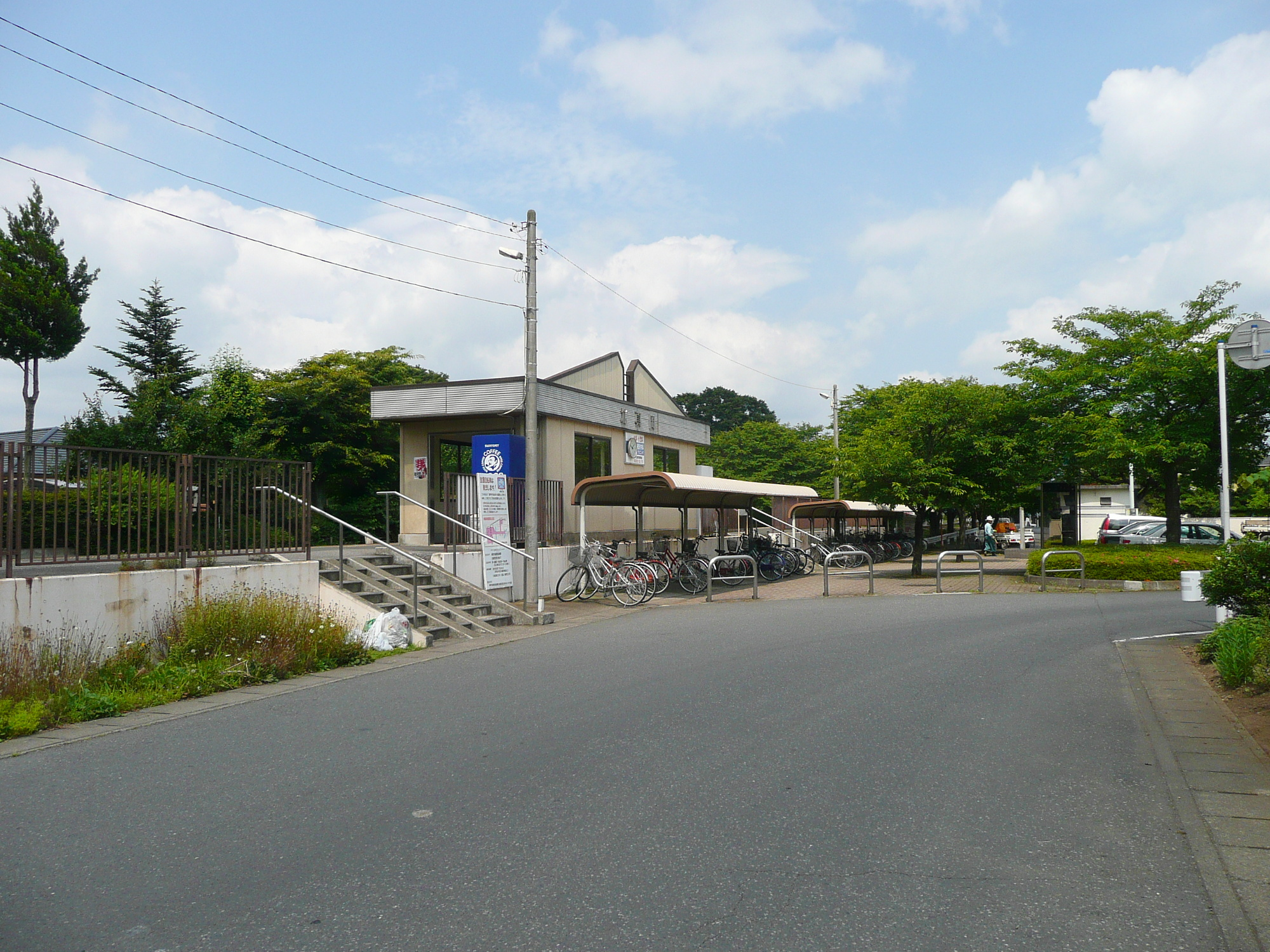
北真岡駅

### 鉄道
- 真岡鐵道真岡線■北真岡駅 - 敷地の一部にあたり、出入口が設けられている。所在地は熊倉町。

### バス
関東バスにより複数の系統が運行されている。市の中心部である真岡駅入口方面 - 市役所前交差点 - 荒町交差点 - 東郷方面を経由しており、「荒町」「中の宿」など複数の停留所が設置されている。このルートは、現在真岡市街地の東を迂回する国道294号真岡バイパスの旧道にあたる。また、荒町三丁目には関東バスの真岡市内における運行拠点である真岡車庫がある。
- 関東自動車
  - 石橋駅 - 下蒲生 - 上三川車庫 - 上大沼 - 市役所前 - 真岡車庫
  - 西原車庫 - 宇都宮東武 - JR宇都宮駅 - 宇大前 - ベルモール - 鐺山 - 石法寺 - 台町 - 市役所前- 真岡営業所
  - 宇都宮東武 - JR宇都宮駅 - 宇大前 - 鐺山 - 水橋 - 中島 - 真岡駅 - 真岡営業所

### 道路
- 栃木県道46号宇都宮真岡線
- 栃木県道47号真岡上三川線
- 栃木県道61号真岡那須烏山線
- 栃木県道156号石末真岡線
- 栃木県道257号西小塙真岡線

## 施設

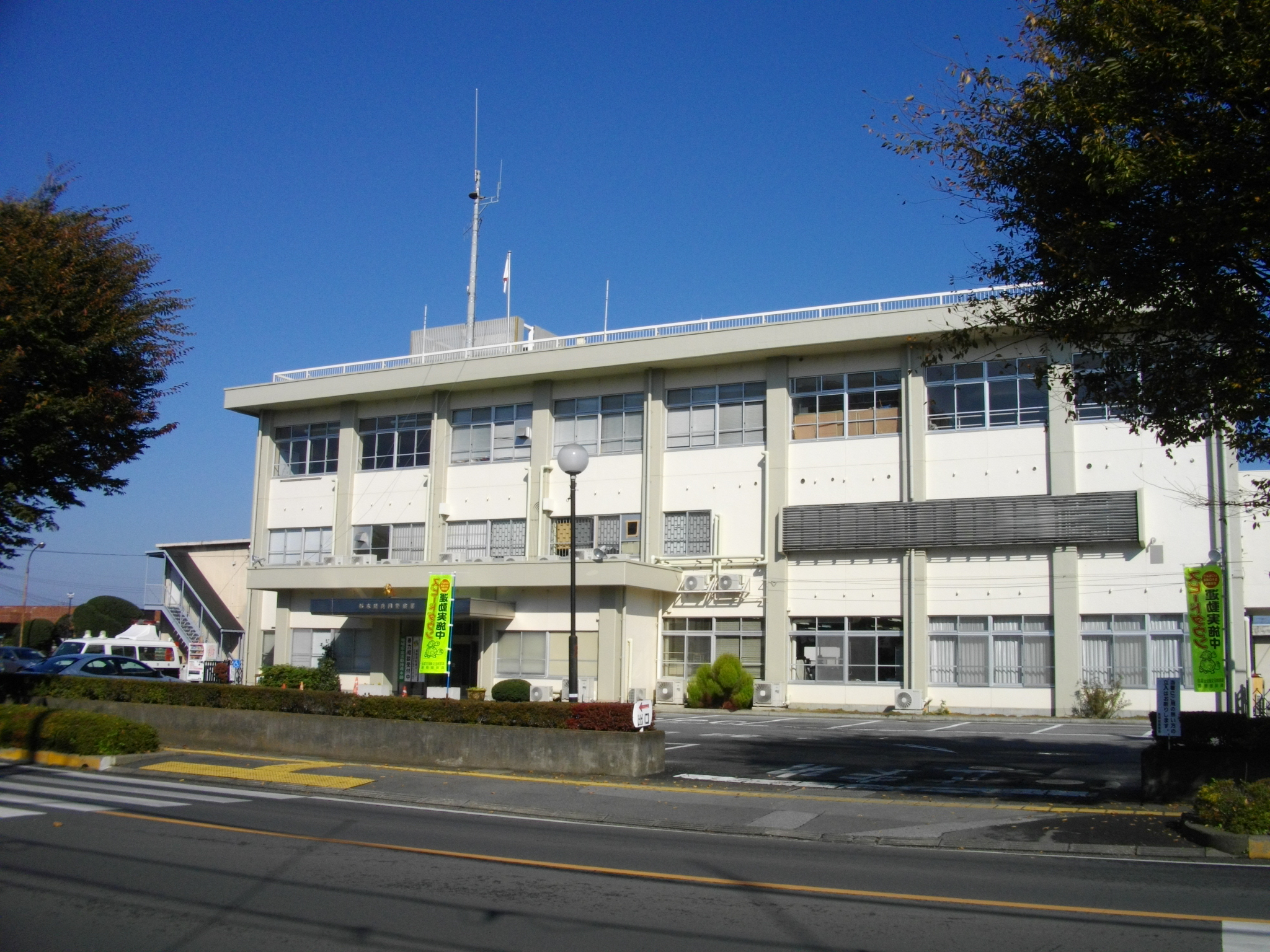
真岡警察署
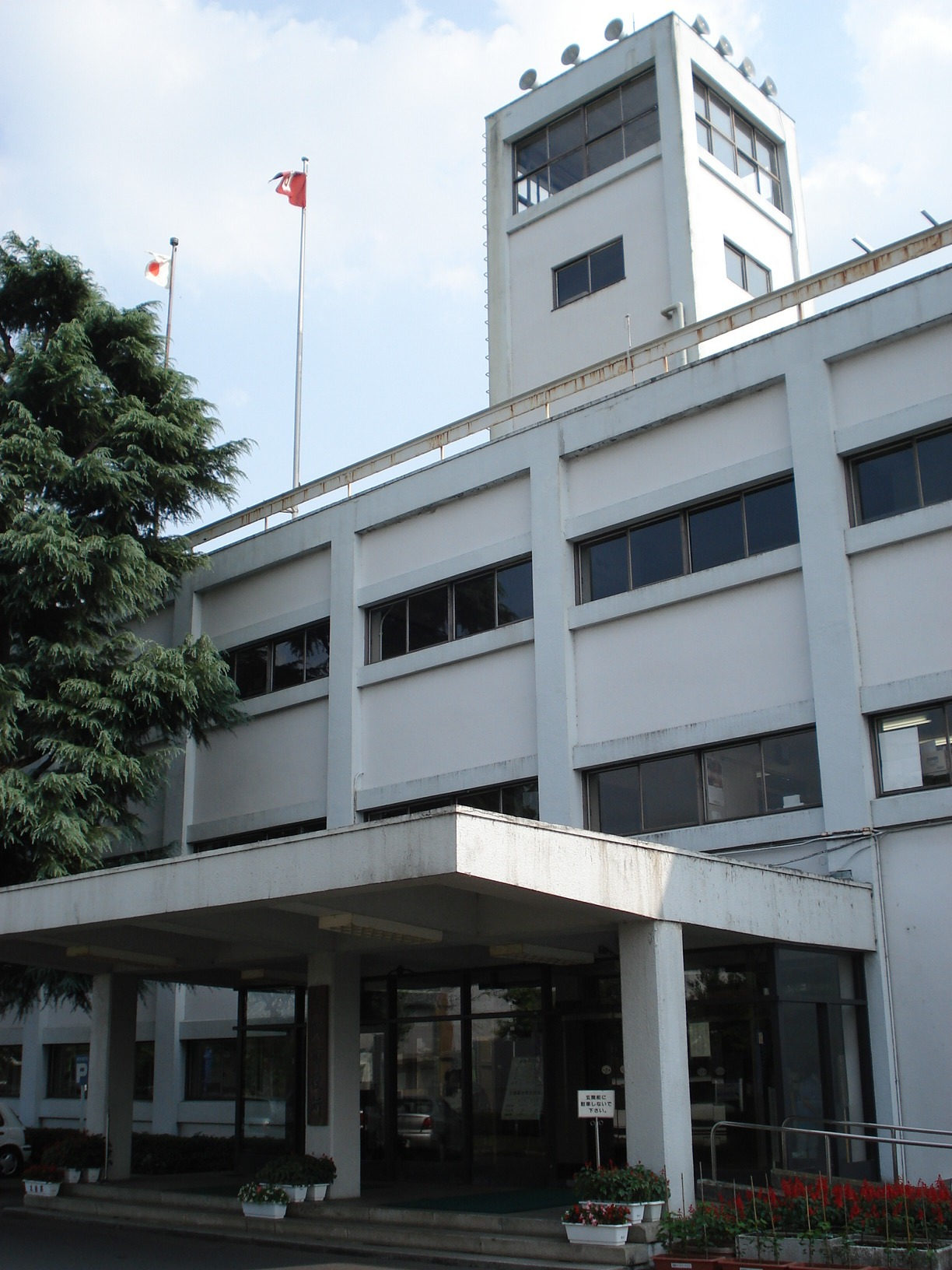
旧真岡市役所

### 行政
- 真岡市役所
- 真岡警察署
- 真岡区検察庁
- 真岡消防署
- 真岡税務署
- 宇都宮地方裁判所 真岡支部
- 真岡簡易裁判所
- 真岡市市民会館
- 久保記念観光文化交流館[5]
- 岡部記念館「金鈴荘」[6]

### 学習塾
- 個別指導塾 スクールIE真岡校